# ReBirth RB-338
ReBirth RB-338 ist ein Software-Synthesizer zur Produktion elektronischer Musik für die Betriebssysteme Windows, MacOS und Apple iOS. Die Firma Propellerhead Software entwickelte und veröffentlichte die erste Alphaversion für Mac OS im Dezember 1996. Am 1. September 2005 beendete Propellerhead offiziell den Support. Kurz danach ging die Website ReBirth Museum online und die letzte Version 2.0.1 wurde als Freeware über BitTorrent zum Download bereitgestellt. Inzwischen ist auch dieser Dienst eingestellt und das Programm ist offiziell nicht mehr verfügbar.

## Geschichte

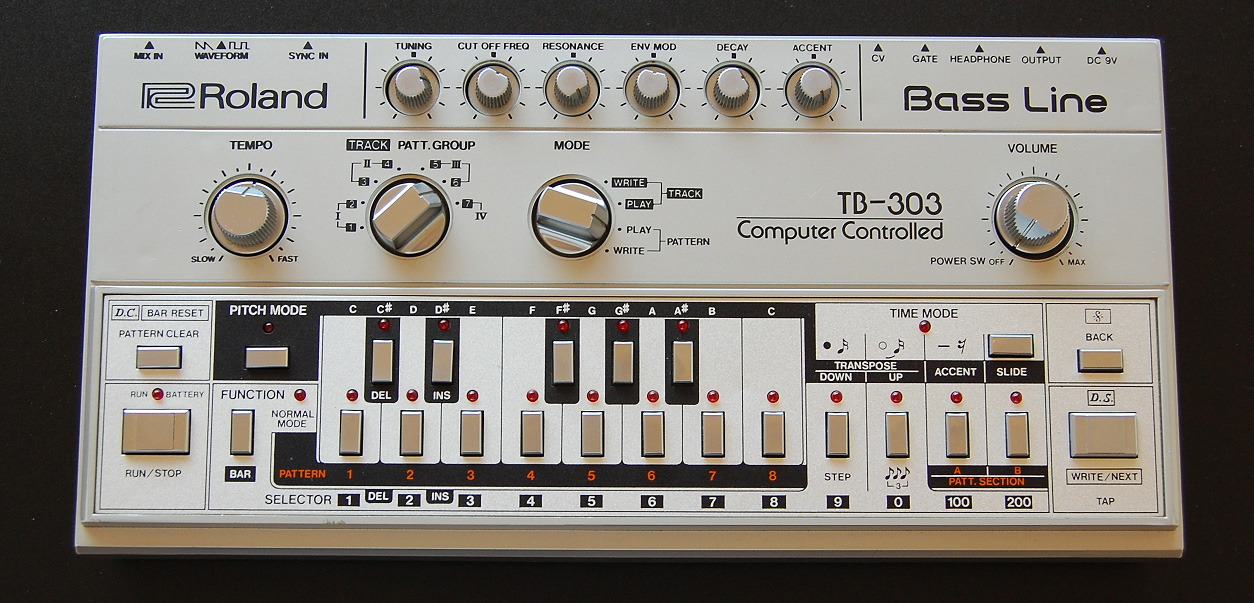
Roland TB-303

Propellerhead startete die Entwicklung des Synthesizer-Emulators mit einem geliehenen Gerät vom Typ Roland TB-303. Der Firmenmitgründer Pelle Jubel hatte Erfahrung in analoger und digitaler Tonverarbeitung und war maßgeblich bei der Analyse und dem Reverse Engineering der Schaltkreise des TB-303 beteiligt. Anstatt den Sound des TB-303 zu digitalisieren, sollte die analoge Schalttechnik durch Algorithmen beschrieben und von einem Computerprogramm emuliert werden. Die Drumcomputer TR-808 und TR-909 anschließend nachzubilden und zu ergänzen, war naheliegend, allerdings arbeiten im Gegensatz zur 303 die emulierten Drumcomputer in ReBirth mit Samples.
ReBirth war in den 1990ern einer der ersten Software-Synthesizer für Personal Computer und mit einer mauszeigerorientierten Benutzeroberfläche bahnbrechend für diese Klasse von Instrumenten. Er entwickelte sich rasch zu einem Standardwerkzeug für Produzenten, die nicht auf ein Original zurückgreifen konnten oder wollten. Zudem war es mit ReWire gut in ein Windows-Setup einzubinden.
Die Entwicklung wurde letztlich auf Druck der Firma Roland eingestellt.
2010 folgte eine Version für das iPad. 2017 wurde auch diese Entwicklung eingestellt und die App aus dem Store entfernt – ebenfalls auf Verlangen von Roland.

## Funktionsweise

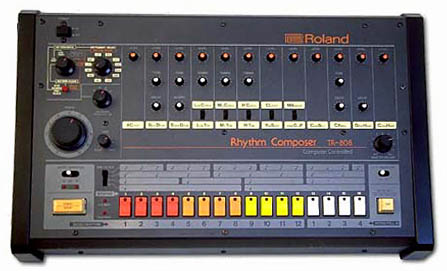
Roland TR-808

ReBirth emuliert gleichzeitig zwei monophone Hardware-Synthesizer vom Typ Roland TB-303 und je einen analogen Drumcomputer vom Typ Roland TR-808 und Roland TR-909. Das Signal von jedem emulierten Gerät kann einzeln mit Filtern und Effekten verändert werden. Vier Patternselektoren, über die die originalen Geräte nicht verfügen, ermöglichen das schnelle Umschalten zwischen verschiedenen Musiksequenzen und ersparen die Neuprogrammierung zum Abspielen unterschiedlicher Töne. ReBirth verfügt über ein Mischpult, einen Pattern Controlled Filter (PCF) und einige Standardeffekte wie Delay, Kompressor und Verzerrer (Distortion).
Die virtuellen Drehregler und Schalter können über eine MIDI-Schnittstelle angesteuert und über das Softwareprotokoll ReWire mit anderen Audio-Programmen verbunden werden.
Das Programm ermöglicht Nutzermodifikationen, welche die Samples der Drumcomputer modifizieren oder die grafische Benutzeroberfläche (GUI) verändern. In ReBirth sind standardmäßig fünf verschiedene Oberflächen implementiert.

## Kritik
Propellerheads Emulator des TB-303 wurde als minderwertige Kopie des originalen Sounds kritisiert. Diese Kritik ist nicht unüblich bei Software-Synthesizern, die analoge Geräte nachbilden, aufgrund der speziellen Klangeigenschaften analoger Tonerzeuger und möglicher qualitativer Minderung durch leistungsschwache Soundkarten und Computer: Eine starke qualitative Einschränkung besteht meist in der unzureichenden Analogqualität typischer Soundkarten in Bezug auf Rauschen und Linearität. Dies ließ sich beim Rebirth-Emulator jedoch in gewohnter Weise umgehen, indem der digitale Datenstrom auf ein professionelles Interface mit nachgeschaltetem Studio-DAC umgelenkt wurde, wodurch er klanglich den damals verfügbaren Soundmodulen gleichgestellt war und sowohl im Studio, als auch im Bühnenbereich benutzt wurde.
Einige Probleme lassen sich jedoch nicht beheben: Aufgrund der begrenzten Ressourcen der damals vergleichsweise leistungsschwachen Rechner mussten in aller Regel stark rechenzeitoptimierte Algorithmen verwendet werden, was zu einer unzureichenden Nachbildung der analogen Schaltkreise führte, wenngleich dies beim Rebirth-Emulator relativ gut gelöst war. Zudem erlaubt die begrenzte Abtastrate bei Computern grundsätzlich nur das Prozessieren von Frequenzkomponenten im Bereich von maximal 20 kHz, wodurch Anteile von Dreiecks- und Rechteckfunktionen nicht korrekt abgebildet werden können. Diese Einschränkungen lassen sich für diese Software im Nachhinein auch durch modernste Rechner nicht mehr umgehen. Daher ist Rebirth als Software heute im Grunde nicht mehr zeitgemäß, wird aber gerne noch für sogenannte Retrosounds eingesetzt.

## Urheberrecht
Während der Software-Entwicklung gab es Bedenken bei den Entwicklern von Propellerhead bezüglich des Urheberrechts der von Roland nachgeahmten Klangerzeuger. Nach Verhandlungen zwischen Vertretern der Roland Corporation und Propellerhead wurde vereinbart, dass folgender Satz auf der Verpackung von ReBirth und dem Splash Screen zu erscheinen habe:

“ReBirth RB-338 was inspired by the TR-808 and TB-303, originally created by Roland Corporation. Their unique sounds and visual images have been re-born through digital simulation by Propellerhead Software.”

„ReBirth RB-338 wurde inspiriert durch die TR-808 und TB-303, welche von der Roland Corporation entwickelt wurden. Ihr einzigartiger Sound und Erscheinungsbild wurde durch die digitale Simulation von Propellerhead Software wiedergeboren.“

Propellerhead interpretierte diese Übereinkunft als Rolands Einverständnis zu ihrer Software.

## Kompatibilität zu Betriebssystemen
Die Version 2.0.1 von ReBirth läuft auf den Betriebssystemen Mac OS 8 und Mac OS 9 von Apple sowie auf Windows 98, Windows 2000 und Windows XP von Microsoft. Auf Microsoft Windows Vista, Windows 7 und Windows 8 läuft das Programm nur mit manuellen Nacharbeiten oder auch im XP-Modus von Windows 7 Professional.
Im April 2010 veröffentlichte Propellerhead eine App von ReBirth auf Basis des Betriebssystems Apple iOS für Handhelds vom Typ iPhone, iPod touch und iPad. Diese ist jedoch klanglich nicht identisch mit der PC-Version.